# Ursicin (général romain)
Pour les articles homonymes, voir Ursicin.
Ursicin, en latin Ursicinus, est un général romain du milieu du IVe siècle, sous le règne de l'empereur Constance II.
Maître de la cavalerie de l'Empire d'Orient sous les ordres du César Constance Galle, il est inquiété lorsque celui-ci est révoqué et assassiné en 354, mais il échappe au même sort et est envoyé en Gaule de 355 à 357. 
Il retrouve sa fonction de maître de la cavalerie d'Orient en 357, mais tombe en disgrâce en 360 à la suite de la prise d'Amida par les Perses Sassanides. 
La carrière d'Ursicin est connue grâce au témoignage d'Ammien Marcellin, officier sous les ordres d'Ursicin de 353 à 360.

## Le témoignage d'Ammien Marcellin
En 353, Ammien Marcellin, jeune officier, est attaché à l'état-major d'Ursicin dans l'Empire d'Orient. Il l'accompagne en Gaule en 355, puis de nouveau en Orient. 
L'essentiel de ce que nous savons sur Ursicin vient de son témoignage, transmis par
les Res gestae. L'historien porte un jugement favorable, mais peut-être pas impartial, sur son supérieur.

## Biographie

### Origines
Il est originaire d'Antioche, une des grandes villes de l'Empire romain d'Orient, issu de la division de l'empire effectuée par Dioclétien en 285, en même temps qu'il établissait le système de la tétrarchie.
Ammien Marcellin ne donne pas d'indications sur son début de carrière. 

### Maître de la cavalerie d'Orient (349-354)
À partir de 349, il est magister equitum per Orientem (maître de la cavalerie pour les provinces d'Orient). 
Vers 351-352, il réprime une révolte des Juifs contre Constance Galle, César de Constance II.

### Menace létale au moment de la chute de Gallus (354)
Il est gravement inquiété lors de la disgrâce de Gallus en 354. Les proches conseillers de l'empereur, parmi lesquels le maître de la cavalerie Arbitio, convainquent Constance II de traiter le cas d'Ursicin en même temps que celui de Gallus, de crainte selon eux, qu'il ne se rebelle s'il est laissé seul en Orient.
Constance convoque Ursicin à Milan (Mediolanum), au motif de s'entretenir avec lui de la menace perse. C'est alors que Gallus est relevé de ses fonctions, puis exécuté en Istrie.
À la cour, Ursicin reçoit d'Arbitio des marques d'estime et de sympathie, alors que celui-ci intrigue pour le faire accuser de crime de lèse-majesté, une accusation qui débouche en général sur l'arrestation, la torture et l'exécution du suspect. Ursicin a aussi parmi ses ennemis Eusèbe, praepositus sacri cubiculi (« grand chambellan »). Eusèbe en veut à Ursicin de ne pas s'être placé sous sa protection et de refuser de lui céder sa propriété d'Antioche, qu'il convoite ardemment.
Constance réunit secrètement ses proches conseillers et la décision est prise d'enlever Ursicin et de le mettre à mort loin des yeux de l'armée[pas clair], sans autre forme de procès. Mais, sous l'effet d'un « retour aux idées de modération », il se ravise, remet l'affaire en délibéré, puis finit par renoncer. 

### Mission en Gaule contre l'usurpateur Sylvain (355-357)
Sorti de cette période de disgrâce, Ursicin est chargé en 355 par l'empereur d'une mission de confiance en Gaule, où le maître des milices des Gaules (magister militum per Gallias) Sylvain s'est fait proclamer empereur Auguste. 
À la tête d'une unité militaire, dans laquelle se trouve le futur historien Ammien Marcellin, il se rend à Cologne, lieu du quartier général de Sylvain, prétendument pour lui rendre hommage et se placer sous ses ordres. Mais Ursicin fait assassiner l'usurpateur en soudoyant plusieurs de ses soldats. 
L'année suivante, il reste auprès du nouveau César Julien (cousin de Constance II), affecté en Gaule à la lutte contre les Alamans.

### Retour en Orient et guerre contre les Sassanides (357-359)
En 357, avant la bataille de Strasbourg (août 357), il est renvoyé en Orient, toujours comme magister equitum per Orientem.  
Durant l'hiver 358-359, alors que le Perse Shapur II se prépare à attaquer l'empire, Ursicin, remplacé par Sabinianus, est rappelé auprès de l'empereur pour succéder à Barbatio comme magister peditum praesentalis (littéralement : commandant des troupes « en présence (de l'empereur) »), la plus haute dignité militaire de l'empire. 
Mais le déclenchement des hostilités amène l'empereur à le maintenir en Orient aux côtés de Sabinianus, pour tenter d'organiser la résistance des Romains.

### Disgrâce (360)
En 360, Constance II ordonne une enquête sur la prise d'Amida (aujourd'hui Diyarbakir en Turquie) par les Sassanides. Elle est confiée au maître des offices Florence et au maître de la cavalerie Arbitio. Soucieux de ne pas déplaire au grand chambellan Eusèbe, ils refusent d'incriminer Sabinianus, qui au cours du siège a pourtant fait preuve d'inertie. Ils reportent la faute sur Ursicin, alors qu'il n'était pas présent à Amida et que Sabinianus lui avait refusé les moyens nécessaires à la défense de la ville.
Cette manœuvre provoque la colère d'Ursicin, qui critique en public l'influence des eunuques sur l'empereur. Ce propos, rapporté à Constance II par des ennemis d'Ursicin, irrite l'empereur et provoque la disgrâce d'Ursicin, qui est remplacé par Agilo, simple tribun des scutaires[pas clair].
On ignore aussi la date et les circonstances de son décès.